# Gian Franco Schietroma
Gian Franco Schietroma (Roma, 19 ottobre 1950) è un politico italiano.
È stato segretario nazionale del Partito Socialista Democratico Italiano dal 1995 al 1998, sottosegretario di Stato alle Finanze nel primo governo D'Alema e all'Interno nel secondo governo Amato.

## Biografia
Nato a Roma il 19 ottobre 1950, figlio dell'esponente del Partito Socialista Democratico Italiano (PSDI) Dante Schietroma, nonché senatore, capogruppo PSDI a palazzo Madama, sottosegretario di Stato, ministro per la pubblica amministrazione e sindaco di Frosinone. Laureatosi in giurisprudenza con 110/110 e lode presso l'Università degli Studi di Roma "La Sapienza", svolge la professione di avvocato e nel biennio 1990-1991 è Presidente dell'Ordine degli Avvocati di Frosinone. È vicepretore onorario di Frosinone dal 1980 al 1989.
Nel 1990 entra in politica, a 39 anni, candidatosi alle elezioni regionali nel Lazio di quell'anno col PSDI, venendo eletto in consiglio regionale del Lazio, dov'è Presidente della Commissione Bilancio, quindi Assessore regionale ai Lavori Pubblici prima ed alla Cultura dopo.
È consigliere comunale di Frosinone dal 1995 al 1998.
Il 29 gennaio 1995, al termine del XXIV congresso del PSDI a Bologna, dove la corrente "Socialdemocrazia Liberale Europea" (SOLE) di Enrico Ferri e Luigi Preti è stata messa in minoranza per via della posizione favorevole a un'alleanza col centro-destra di Berlusconi, viene eletto Segretario nazionale del Partito Socialista Democratico Italiano.
Con un PSDI che oramai esisteva solo in teoria, si trascina stancamente fino all'unificazione del maggio 1998 a Fiuggi tra socialisti e socialdemocratici, diventa Coordinatore nazionale SDI - Socialisti Democratici Italiani, partito di cui sarà, dal 15 luglio 2001, vicepresidente nazionale.

### Deputato e Sottosegretario
Eletto Deputato alla Camera nella XIII Legislatura (1996-2001), ricopre gli incarichi di Sottosegretario di Stato al Ministero delle Finanze nel primo governo D'Alema e degli Interni nel secondo governo Amato.
Alle elezioni politiche del 2001 viene candidato al Senato della Repubblica, ma non è stato eletto.
Il 16 luglio 2002 viene eletto, dal Parlamento in seduta comune con 590 voti, membro laico del Consiglio Superiore della Magistratura; lascerà l'organismo nel 2006 per tornare all'attività politica.
Alle elezioni politiche del 2006 viene ricandidato alla Camera, e rieletto deputato nelle liste della Rosa nel Pugno (SDI - Radicali).
Nel 2007 aderisce al comitato promotore della costituente del nascente Partito Socialista. Nel nuovo partito entra a far parte della Direzione nazionale e del Consiglio nazionale.
È consigliere provinciale di Frosinone dal 2009 al 2013.

### Vertici del Partito Socialista Italiano
Nel 2014 diventa coordinatore della Segreteria nazionale del Partito Socialista Italiano, rimanendo in carica fino al 7 maggio 2019, dove viene succeduto a Luigi Iorio.
Il 10 luglio 2021, al termine della direzione regionale PSI Lazio a Frosinone, organizzata per la prematura scomparsa del predecessore Luciano Romanzi, su proposta del vicesegretario nazionale del PSI Vincenzo Iacovissi, viene eletto all'unanimità come coordinatore regionale del PSI nel Lazio.